# Quiriquina
Quiriquina ist eine chilenische Insel. Sie liegt am Eingang der Bucht von Concepción, elf Kilometer nördlich des Stadtzentrums von Talcahuano und zum Stadtgebiet gehörig, zu. Der Name der Insel kommt aus der Sprache der Mapuche und bedeutet „viele wahre Drosseln“. Die Insel ist bekannt aufgrund ihrer Fossilienfunde.

## Geographie
Die Insel ist 5,3 km lang von Nordost nach Südwest, maximal 1,6 km breit, und weist eine Fläche von 4,86 km² auf.

## Geschichte

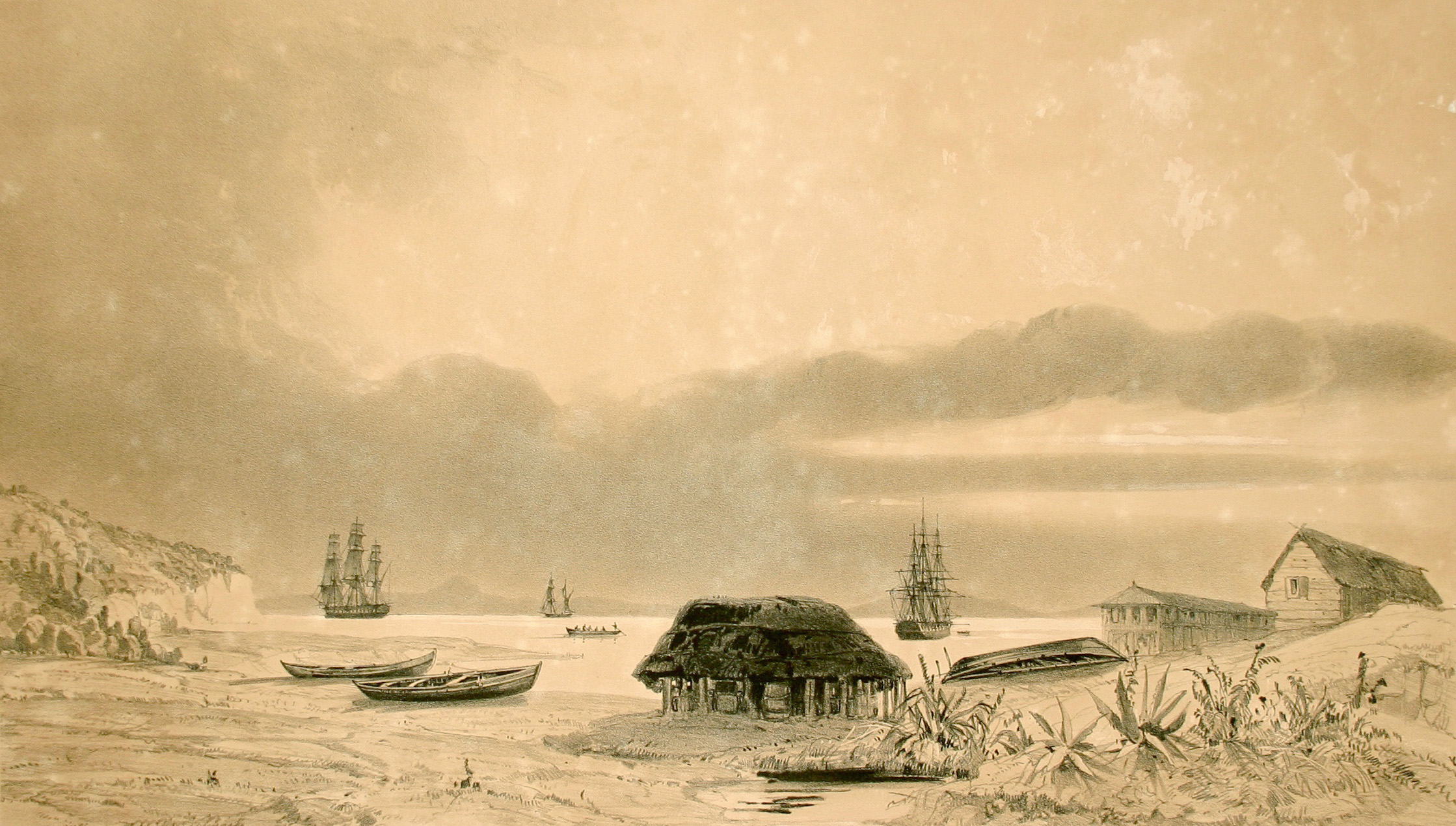
Häuser von Walfängern auf der Insel Quiriquina (1846). Werk von Louis Le Breton (1818–1866).

Im April 1557 erreichte Don Garcia de Mendoza, spanischer Gouverneur von Chile, mit einer großen Armee Concepción und ließ sich auf der Insel nieder. Quiriquina wurde militärische Basis für den Kampf gegen die Mapuche im Arauco-Krieg.
Auf seiner Reise um die Welt mit der Beagle besuchte Charles Darwin 1835 kurz nach dem Erdbeben in der nahegelegenen Stadt Concepción die Insel. Er untersuchte dort die Folgen des Erdbebens und fand marine Ablagerungen, die durch das Erdbeben mehrere Fuß angehoben worden waren. Er fand dadurch eine weitere Bestätigung für Charles Lyells Theorie über den Aufbau der Erdkruste.
1882/83 erkundete der deutsche Geologe Gustav Steinmann und 1903 sein Schüler Otto Wilckens die Insel.
Im Ersten Weltkrieg wurden die Besatzung des deutschen Kreuzers Dresden auf Quiriquina durch die chilenische Regierung interniert. Unter den Gefangenen war auch der spätere Admiral Wilhelm Canaris, der mit zwei anderen Mitgliedern der Besatzung fliehen konnte. Canaris war später in der Zeit des Nationalsozialismus von 1935 bis 1944 Leiter der Abwehr, des militärischen Geheimdienstes der Wehrmacht.
1931 brachte nach einer Meuterei in der chilenischen Marine die Almirante Riveros ihre Toten und Verletzten auf die Insel.
Nach dem chilenischen Staatsstreich im Jahre 1972 verwendete Augusto Pinochet die Insel als Internierungslager für politische Gefangene. Das Lager bestand vom 11. September 1973 bis zum April 1975.

## Sehenswürdigkeiten
Im Nordwesten der Insel gibt es einen Leuchtturm. Im Südosten befindet sich Fort Rondizzoni.